# Joseph-Louis d'Haussonville
Pour les articles homonymes, voir Haussonville (homonymie).
Joseph-Louis de Cléron, comte d'Haussonville, est un militaire français, né en 1737 à Nancy et décédé le 1er novembre 1806.

## Biographie
Joseph-Louis d'Haussonville est le fils de Charles Louis Bernard de Cléron, comte d'Haussonville, maréchal des camps et armées du Roi, grand louvetier du roi de Pologne, et de Marie Françoise de Massembach.
Sa famille, la famille de Cléron d'Haussonville, est originaire de Lorraine.

### Guerre de Sept Ans
En 1762, sous les ordres de Ternay, il est responsable des troupes d'infanterie devant ravager les côtes de l'Île de Terre-Neuve. Le 27 juin 1762, il connaît un succès militaire en obtenant la capitulation du fort de Saint-Jean.
Mais, le 15 septembre 1762, la chance tourne. À la pointe du jour, les Français s'inclinent à la bataille de Signal Hill. Le soir, l'escadre conduite par Ternay quitte discrètement Saint-Jean. Seul avec ses troupes, encerclé par les Britanniques, Haussonville n'a pas d'autre choix que de capituler après trois jours de siège.
En 1776, il est nommé au grade de maréchal des camps et armées du Roi.
À partir de 1778, il sert avec ce grade dans l'armée des côtes de Bretagne et de Normandie.
En 1780, il est nommé grand louvetier de France. Il est le dernier à tenir cette charge jusqu'à la Révolution.
En 1784, il est promu au grade de lieutenant-général des armées du Roi.
En février 1789, il est admis aux honneurs de la Cour.
Il meurt à Gurcy-le-Châtel (Seine-et-Marne) le 1er novembre 1806.

### Distinction
- chevalier de l'ordre du Saint Esprit (1786)

### Mariage et descendance
Joseph Louis d'Haussonville épouse le 15 mai 1768 Antoinette de Régnier de Guerchy (Paris, paroisse Saint Sulpice, 6 juillet 1748 - Paris, 2 avril 1837), fille de Claude Louis François Régnier de Guerchy, marquis de Nangis, lieutenant général des armées du Roi, ambassadeur de France à Londres de 1763 à 1767, chevalier des ordres du Roi, et de Gabrielle Lydie d'Harcourt.
Elle est la petite-fille de François d'Harcourt, 2e duc d'Harcourt, pair de France, maréchal de France. Tous deux ont cinq enfants :
- Bernard Gabriel Gaspard de Cléron d'Haussonville (Paris, paroisse Saint Sulpice, 2 septembre 1769 - ibidem, 24 octobre 1770) ;
- Charles Louis Bernard Cléron d'Haussonville, émigré, colonel d'état-major, chambellan de Napoléon 1er, comte de l'Empire, pair de France de 1815 à 1846, commandeur de la Légion d'honneur (Paris, paroisse Saint Sulpice, 1er novembre 1770 - Gurcy le Châtel, 1er novembre 1846), marié à Paris en 1802 avec Jeanne Marie Thérèse de Falcoz de La Blache (1772-1853), dont postérité ;
- Louise Charlotte de Cléron d'Haussonville (Paris, paroisse Saint Sulpice,15 juin 1773 - Dijon, 2 avril 1853), mariée en 1801 avec Anne Charles de Clermont, marquis de Montoison, maréchal de camp, commandeur de l'ordre de Saint-Louis (1773-1855), dont postérité ;
- Adélaïde Françoise Louise de Cléron d'Haussonville  (Paris, paroisse Saint Sulpice, 28 janvier 1784 - Eaux-Bonnes, 16 juillet 1824), mariée avec Louis Henri Casimir de Laguiche, pair de France (1777-1843), dont postérité ;
- Marie Anne Victoire de Cléron d'Haussonville, morte en 1826, mariée en 1803 avec Gabriel Joseph Elzéar de Rosières, marquis de Sorans, maréchal de camp, chevalier de Saint-Louis (1768-1817), dont postérité.